# Peter Williams (actor)
Peter Williams (Kingston, 31 de diciembre de 1957) es un actor de origen jamaicano, que actualmente reside en Canadá. La mayoría de su trabajo ha sido en televisión, incluyendo el rol del primario villano Apophis en las primeras cuatro temporadas de Stargate SG-1. Pero también ha aparecido en la pantalla grande en películas como Catwoman y Las crónicas de Riddick. Su hermano Stephen también está en el negocio del entretenimiento, y ha dirigido episodios de series como Dark Angel, Crossing Jordan y Lost.
En 1995, dos años antes de la premier de Stargate SG-1, Williams protagonizó la película Jungleground junto a otros tres actores de la franquicia Stargate: Torri Higginson (Elizabeth Weir), J. R. Bourne (Martouf), y Lexa Doig (Dra. Lam).
Más recientemente interpretó al líder Gene Wright en el largometraje de Frances-Anne Solomon A Winter Tale (2007).

## Filmografía

### Televisión
- Fallen (2006) - Kolazonta.[6]
- Stargate SG-1 (1997-2005) - Apophis.[7]
- Life As We Know It (2004) - Hal Morello.
- Legend of Earthsea (2004) - Soldado Kargide #2
- Dead Like Me (2004) - Angelo
- Show Me Yours (2004) - Marshall
- Eve's Christmas (2004) – Hermano James
- The Collector (2004) - Gangsta
- The Twilight Zone (2003) - Tyrone
- Da Vinci's Inquest (1998-2002) - Morris Winston
- Dark Angel (2002) - Hal
- Mysterious Ways (2001) - Raphael Vasquez
- Relic Hunter (2001) - Shandar
- Viper (1999) - Devon Zerbo
- The Outer Limits (1999) - Chili Wayne
- The X-Files (1998) - Jackson
- Night Man (1998)
- Welcome to Paradox (1998) - Dr. Ben Polaris
- Due South (1994) - Gerome
- Neon Rider (1989-1994) - Pin
- Wiseguy (1989) - Wingate
- MacGyver (1988) - Moe

### Películas
- Stargate: Continuum (2008) - Apophis.
- A Winter Tale (2007) - Gene Wright.
- Catwoman (2004) - Detective #1.[2]
- The Chronicles of Riddick (2004) - Convicto #2.[3]
- Liberty Stands Still (2002) - Conductor.
- G-Savior (2000) - Halloway
- Love Come Down (2000) - Leon Carter
- A Good Burn (2000) - Ruben
- Holiday Heart (2000) - Phillip St. Paul
- Sweetwater: A True Rock Story (1999) - Albert Moore
- Little Boy Blues (1999) – Distribuidor del casino #2
- Moment of Truth: Into the Arms of Danger (1997) - Frank.
- She Woke Up Pregnant (1996) - Policía encubierto
- Halifax f.p: Words Without Music (1994) - Milkie
- Someone to Die For (1995) - Ray Jackson
- Soul Survivor (1995) - Tyrone
- Jungleground (1995) - Dragon
- Dying to Remember (1993) - Taxista de Nueva York.
- The Odd Couple: Together Again (1993) - Raphael.
- Bound and Gagged: A Love Story (1992) - Sr. Williams.
- Mystery Date (1991) - Barman.
- Run (1991) - Conductor del taxi
- The Widowmaker (1990) - Philip Newsome
- A Waltz Through the Hills (1988) - Conductor
- Drop-Out Mother (1988)
- The Hospital (1985) - Interno en el ascensor.
- Heatwave (1982) - Graydon Perkins